# Ритми Апшерону (фільм, 1970)
«Ритми Апшерону» (азерб. «Abşeron ritmləri») — радянський мюзикл в форматі фільм-концерт 1970 року випуску кіностудії «Азербайджанфільм».

## Сюжет
Фільм-концерт був присвячений святу Новруз-байрам, де виступали зірки радянської та азербайджанської сцени. Фільм зняли на замовлення ЦТ СРСР. У 2012 році фільм-концерт був відреставрований в стандарті HD.

## У ролях
- Рашид Бейбутов — камео
- Муслім Магомаєв — камео
- Зейнаб Ханларова — камео
- ВВА Гая — камео
- Флора Керімова — камео
- Октай Агаєв — камео
- Рафіга Ахундова — камео
- Володимир Плетньов — камео
- Рафік Бабаєв (разом зі своїм квартетом) — камео
- Азербайджанський Державний Ансамбль пісні і танцю — камео
- Полад Бюльбюльогли — камео
- Алія Рамазанова — камео
- Раміз Мамедов — камео

## Знімальна група
- Режисер — Ельдар Кулієв
- Сценарист — Імран Касумов
- Оператор — Расім Оджагов
- Художник — Кяміль Наджафзаде